# ابنة المعلم (مسلسل)
ابنة المعلم مسلسل لبناني عرض على قناة ال إل بي سي  مكون من عشرين حلقة عام 2005 من تأليف منى طايع. وهو من بطولة من عمار شلق كارمن لبس ومجموعة من الفنانين اللبنانيين.

## قصة المسلسل
تدور أحداث المسلسل بين سنة 1958 و1960 في قرية نائية، حيث أقام حبيب الداعوق مدرسة وعرفه الناس بلقب «المعلم». وكانت ابنته «ميّ» هي وريثته لهذه المدرسة عند وفاته، وكانت وريثته أيضا لقيمه التي يؤمن بها لأنه حملها هذه الأمانة. تبدأ مشاكلها مع المحيطين بها وتعود قصة حب قديمة بينها وبين زياد لم يكتب لها أن تستمر.